# Hugh Keays-Byrne
Hugh Keays-Byrne (Srinagar; 18 de mayo de 1947-1 de diciembre de 2020) fue un actor de cine y televisión británico-australiano. 
De padres ingleses, Hugh nació en la India y se mudó a Australia en 1973 para iniciar una carrera en la televisión y el cine de ese país. Es principalmente conocido por su papel de Toad en la película de 1974 Stone, como Toecutter, el principal antagonista en la cinta de 1979 Mad Max, como el villano Immortan Joe en la película de 2015 Mad Max: Fury Road y como Grunchlk en la serie televisiva de ciencia ficción Farscape.

## Biografía

### Primeros años
Keays-Byrne nació en Srinagar, en el estado de Jammu y Cachemira, en la India, hijo de padres británicos. Su familia se mudó al Reino Unido cuando él era un niño. Se educó en Inglaterra y allí comenzó su carrera como actor de teatro. Entre 1968 y 1972, tuvo varios papeles en la Royal Shakespeare Company en obras como As You Like It, The Balcony, Doctor Faustus, Hamlet, King Lear, The Man of Mode, Much Ado About Nothing, The Tempest or The Enchanted Island y Troilus and Cressida.

### Carrera
Su primer trabajo como actor de televisión fue en Inglaterra, en la serie Boy Meets Girl, en 1967. Luego viajó a Australia con la Royal Shakespeare Company en 1973 como parte de la famosa producción de Peter Brook de Sueño de una noche de verano, y se quedó en aquel país cuando la gira terminó. En 1974 actuó en la película Essington, seguido de papeles importantes en cintas como Stone (1974), Mad Dog Morgan (1976), The Trespassers (1976) y Snapshot (1979). Después de aparecer en el drama The Death Train en 1978, Keays-Byrne consiguió el papel por el que se hizo más famoso dentro y fuera de Australia, como Toecutter, el violento líder de una pandilla, en la película de ciencia ficción apocalíptica Mad Max (1979).
En los años 1980 apareció en películas como The Chain Reaction (1980), Strikebound (1984), Starship (1985) y The Blood of Heroes (1989). En 1992, dirigió y actuó en la película Resistance. Entre mediados y fines de los años 1990, tuvo varios roles en televisión en series como Singapore Sling: Old Flames (1995), Moby Dick (1998) y Journey to the Centre of the Earth (1999).
En los años 2000 apareció en la serie televisiva de ciencia ficción Farscape en el papel de Grunchlk, el cual repitió en Farscape: The Peacekeeper Wars, miniserie que concluía la historia. En 2007, George Miller lo seleccionó en un papel sin especificar en Justice League: Mortal, y se rumoreó que podría ser Martian Manhunter. De todas formas, el proyecto sería luego cancelado.
Keays-Byrne regresó a la franquicia de Mad Max en la película de 2015 Mad Max: Fury Road, como el villano principal Immortan Joe. La película fue nominada a diez Premios Óscar, incluyendo a mejor película, ganando seis. Además, Keays-Byrne fue nominado al MTV Movie Award al mejor villano.

### Fallecimiento
El actor falleció a los setenta y tres años el 1 de diciembre de 2020, lo que fue informado a través de Facebook por el director Brian Trenchard-Smith, quien había trabajado con Keays-Byrne en la película The Man From Hong Kong (1975). El cineasta Ted Geoghegan lamentó su muerte a través de su cuenta de Twitter, en la que manifestó además que Keays-Byrne era "un héroe anónimo del cine australiano".

## Filmografía

### Cine
- Stone (1974) - Toad
- The Man from Hong Kong (1975) - Morrie Grosse
- Mad Dog Morgan (1976) - Simon
- The Trespassers (1976) - Frank
- Blue Fin (1978) - Stan
- Mad Max (1979) - Toecutter
- Snapshot (1979) - Linsey
- The Chain Reaction (1980) - Eagle
- Ginger Meggs (1982) - Hook
- Going Down (1983) - Bottom
- Where the Green Ants Dream (1984)
- Strikebound (1984) - Idris Williams
- Lorca and the Outlaws (1984) - Danny
- Burke & Wills (1985) - Ambrose Kyte
- For Love Alone (1986) - Andrew
- Kangaroo (1987) - Kangaroo
- Les Patterson Saves the World (1987) - Inspector Farouk
- The Blood of Heroes (1989) - Lord Vlle
- Resistance (1992) - Peter
- Huntsman 5.1 (1999) - Bain
- Sleeping Beauty (2011)
- Mad Max: Fury Road (2015) - Immortan Joe